# Засим, Микола
Николай Засим (19 ноября 1908, Шани, Пружанский район — 19 июля 1957) — белорусский поэт.

## Биография
Родился в крестьянской семье. Работал по найму на Пружанском лесопильном заводе. В 1924 вступил в подпольную комсомольскую организацию, затем в КПЗБ. За участие в революционном движении польские власти его не раз арестовывали. В 1925 заключён в Пружанскую тюрьму. После воссоединения Западной Беларуси с БССР (1939) избран председателем Шаневскага сельсовета. Во время Великой Отечественной войны — партизан, инструктор Брестского областного антифашистского комитета. В 1944—1946 — заведующий отделом Пружанского райисполкома. Член Союза писателей СССР (с 1945). После окончания Республиканской партийной школы при ЦК КПБ (1947) работал в брестской областной газете «Заря» (1948—1957), затем — в районной газете «Заря над Бугом». Руководил областным литобъединением.
Дебютировал стихами в 1928. Печатался в журналах «Молния», «Литературная страница»; в газетах «Наша воля», «Наша работа»; в Отечественную войну — в подпольных газетах «Заря», «За Родину»). Автор сборников поэзии «От всего сердца» (1947), «Стихи» (1954), «Избранное» (1960), «Стихи» (1973), «А за нами Беловежа» (стихи и поэма, 1984).
Награждён орденом Красной Звезды и медалями.
Похоронен на Тришинском кладбище.